# Blumea heudelotii
Blumea heudelotii là một loài thực vật có hoa trong họ Cúc. Loài này được (C.D.Adams) Lisowski mô tả khoa học đầu tiên năm 1989.